# ウィレム1世 (オランダ王)
ウィレム1世（オランダ語: Willem I, 
ドイツ語: Wilhelm I., 1772年8月24日 - 1843年12月12日）は、初代オランダ国王（在位：1815年3月16日 - 1840年10月7日）およびルクセンブルク大公（フランス語名ギヨーム1世、Guillaume I）である。
かつて10ギルダー紙幣に肖像が使用されていた。

## 生涯
父はオランダ（ネーデルラント連邦共和国）の最後の総督だったオラニエ公ウィレム5世で、母はプロイセン王女（アウグスト・ヴィルヘルム王子の娘でフリードリヒ・ヴィルヘルム2世の妹）ヴィルヘルミーネ。1791年、プロイセン国王フリードリヒ・ヴィルヘルム2世の娘で従妹に当たるヴィルヘルミーネ・フォン・プロイセン（オランダ語：ウィルヘルミナ・ファン・プロイセン）と結婚した。
1795年、フランス軍の侵攻により共和国が崩壊すると、父に従ってイギリスに亡命した。1799年にはイギリス軍に加わって、フランスの属国となったオランダ（バタヴィア共和国）に侵攻したが撃退された。父ウィレム5世は亡命中の1802年にオラニエ公の称号（祖父ウィレム4世以降は名目のみとなっていた）とともに家督を譲り、1806年にドイツで死去した。
プロイセン軍に参加していたウィレムは1806年のイエナ・アウエルシュタット戦役のうちのアウエルシュタットの戦いで戦ったのち、その2日後にエアフルトをフランス軍に明け渡した。この重要な町のあっけない降伏に関して、後の調査委員会で大きな問題とされたが、義理の兄となっていたプロイセン国王フリードリヒ・ヴィルヘルム3世が介入したため、処罰を免れた。
1813年にフランス軍の撤退後、オランダに帰還し、臨時政府から「君主」（プリンス）の称号を受けた。ナポレオン失脚後の1815年、ウィーン会議により、18世紀まで共和制を布いていたオランダとハプスブルク家の領土だった南ネーデルラントを併せて立憲君主国オランダ王国（ネーデルラント連合王国）が成立すると、初代国王に即位した。また、ナッサウ家の古くからの所領であったラインラントのナッサウ、ディレンブルク、ディーツなどの所領がプロイセン領に併合されるのと引き換えに、ルクセンブルク大公を兼ねることとなった。
ウィレム1世は「開明的専制君主」「遅れてきた啓蒙専制君主」「商人王」などと評される。彼は保守派のブルジョワジーや旧都市貴族を支えとして政治権力を独占していた。南北ネーデルラントは20年に及ぶ動乱のもとで経済活動が混乱しており、その建て直しが求められていた。そのため、ウィレム1世は商工業の積極的な振興に力を注いだ。また、200年にわたって分かたれてきた南北ネーデルラントの統合を推し進めようとした。しかし統合は破綻し、1830年にフランス7月革命の余波でブリュッセルでも暴動が起こり、ベルギー独立革命へと発展した。結果、ベルギーは独立してザクセン＝コーブルク＝ゴータ家のレオポルド1世を国王を迎えた。ウィレム1世は失意のうちに1840年、退位して息子のウィレム2世に王位を譲り、ベルリンへ移住した。1841年に、長年の愛人アンリエット・ドートルモン（ベルギー人貴族でカトリック教徒）と貴賤結婚し、彼女にナッサウ伯爵夫人の称号を与えた。1843年に死去した。

## 子女
妻のウィルヘルミナとの間には以下の子をもうけた。
- ウィレム・フレデリック・ヘオルヘ・ローデウェイク （1792年 - 1849年） - オランダ王・ルクセンブルク大公
- 男子 （1795年8月18日）
- ウィレム・フレデリック・カレル （1797年 - 1881年）
- ウィルヘルミナ・フレデリカ・ルイーゼ・パウリーナ・シャルロッテ （1800年 - 1806年）
- 男子 （1806年8月30日）
- ウィルヘルミナ・フレデリカ・ルイーゼ・シャルロッテ・マリアンネ （1810年 - 1883年） - プロイセン王子アルブレヒト妃